# Ciptodadi
Ciptodadi is een bestuurslaag in het regentschap Musi Rawas van de provincie Zuid-Sumatra, Indonesië. Ciptodadi telt 4585 inwoners (volkstelling 2010).